# カンフェリア・ロットンダ

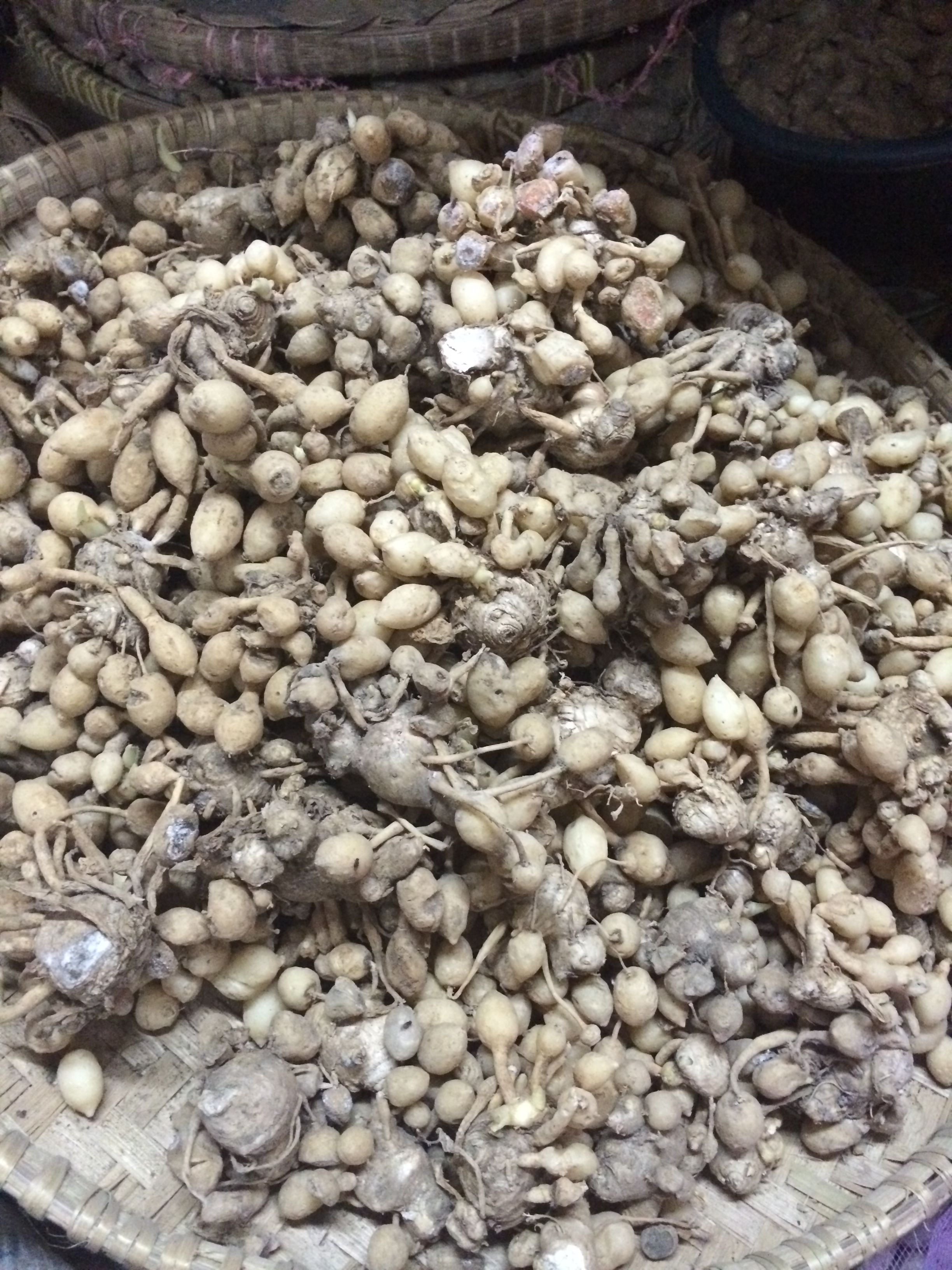
カンフェリア・ロットンダの根

カンフェリア・ロットンダ（ケンプフェリア・ロツンダ（学名：Kaempferia rotunda）は、ショウガ科バンウコン属の多年生の植物。
邦名はバンガジュツ。インドネシアでは一般的に「Kunir Putih」と呼ばれている。

## 原産地
インドネシアのカリマンタン島が原産地と言われているが厳密には不確定。古くからジャムウと呼ばれる先住民の伝承医学の薬草として用いられていたために、そこがケンプフェリア・ロツンダの原産地と考えられていた。

## 特徴
ケンプフェリア・ロツンダは日本で一般的に見る生姜と同じように地下に根茎があり、さらにその周りに球状の塊根がある。
根茎は里芋のようなとしたざらついた表面をしており、塊根はじゃがいものような比較的滑らかな表面をしている。塊根は根が肥大したものであるため、この部分だけを植えても萌芽しない。この部分を「子株」と表現している例が散見しているが、前述の理由により正確ではない。
葉は表面が緑色だが裏面は紫色。白を基調とし紫の模様が入った花を咲かせる。

## 分類

### 食品
現代のインドネシアでは、日常的にお茶または、香料（精油）として一般的になっている。

### 生薬
インドネシア保健省の保健医療研究開発庁は、ケンプフェリア・ロツンダを健康に寄与するトップ100の薬用植物に選んでいる。
ケンプフェリアと呼ばれるものは世界に50種類あるといわれ、ケンプフェリア・ロツンダは下痢、嘔吐、女性の健康増進、呼吸器疾患癌の研究が進められてきた。